# The Singles Tour
The Singles Tour bylo v roce 1998 koncertní turné britské hudební skupiny Depeche Mode na podporu alba The Singles 86>98, které vyšlo 28. září 1998.
Turné bylo v dubnu 1998 oficiálně vyhlášeno v Kolíně nad Rýnem v Německu. Rok před tím se skupina rozhodla nekoncertovat, aby podpořila Ultra, své deváté studiové album, po problémech kolem skupiny po dlouhých cestách na podporu Devotional Tour. Toto bylo první turné bez klávesisty a bubeníka Alana Wildera od chvíle, kdy nastoupil do skupiny v roce 1982; Wilder opustil skupinu neurčitě v roce 1995 s odkazem na „nerovnováhu v rozložení pracovní zátěže“.
Turné začalo evropskou částí, která začala v Tartu v Estonsku 2. září a kulminovala 17. října v San Sebastiánu ve Španělsku. Později v měsíci zahájila kapela turné po Severní Americe, začínající ve Worcesteru v Massachusetts. Osmitýdenní výlet zahrnoval vystoupení na KROQ téměř akustickém vánočním koncertě v Los Angeles. Billy Corgan, vedoucí zpěvák The Smashing Pumpkins, vystoupil na koncertě s nahrávkou „Never Let Me Down Again“ s Depeche Mode. Turné nakonec skončilo 22. prosince v Anaheimu v Kalifornii.
Na turné zazněl debut obou hudebních podporovatelů: klávesista Peter Gordeno, který nahradil Wildera a bubeníka Christiana Eignera, který předtím hrál s kapelou v roce 1997 pro dva koncerty Ultra Parties.

## Setlist
1. „Painkiller“
2. „A Question of Time“
3. „World in My Eyes“
4. „Policy of Truth“
5. „It's No Good“
6. „Never Let Me Down Again“
7. „Walking in My Shoes“
8. „Only When I Lose Myself“
9. Písně, které zpíval Martin Gore
  - „A Question of Lust“
  - „Sister of Night“ (akustická verze)
10. Písně, které zpíval Martin Gore
  - „Home“
11. „Condemnation“
12. „In Your Room“ (Zephyr Mix)
13. „Useless“
14. „Enjoy the Silence“
15. „Personal Jesus“
16. „Barrel of a Gun“
Přídavky 2
17. Písně, které zpíval Martin Gore
  - „Somebody"
18. „Stripped“
  - „Behind the Wheel“
19. „I Feel You“
Přídavky 2
20. „Just Can't Get Enough“

## Koncerty
| Datum           | Město               | Stát           | Hala                             | Předkapela       |
| Evropa          | Evropa              | Evropa         | Evropa                           | Evropa           |
| --------------- | ------------------- | -------------- | -------------------------------- | ---------------- |
| 2. září         | Tartu               | Estonsko       | Tähtvere Puhkepark               | Purity           |
| 3. září         | Jūrmala             | Lotyšsko       | Tenisa Centrs Lielupe            | Purity           |
| 5. září         | Moskva              | Rusko          | Olympijský stadion               | Purity           |
| 7. září         | Petrohrad           | Rusko          | SKK Peterbursky                  | Purity           |
| 9. září         | Helsinky            | Finsko         | Hartwall Areena                  | Purity           |
| 11. září        | Kodaň               | Dánsko         | Valby-Hallen                     | Purity           |
| 12. září        | Göteborg            | Švédsko        | Scandinavium                     | Purity           |
| 13. září        | Stockholm           | Švédsko        | Stockholm Globe Arena            | Purity           |
| 15. září        | Praha               | Česko          | Sportovní hala                   | Purity           |
| 16. září        | Vídeň               | Rakousko       | Wiener Stadthalle                | Purity           |
| 18. září        | Berlín              | Německo        | Waldbühne                        | Purity           |
| 19. září        | Berlín              | Německo        | Waldbühne                        | Purity           |
| 20. září        | Erfurt              | Německo        | Messehalle                       | Purity           |
| 22. září        | Brusel              | Belgie         | Forest National                  | Purity           |
| 23. září        | Stuttgart           | Německo        | Hanns-Martin-Schleyer-Halle      | Purity           |
| 25. září        | Curych              | Švýcarsko      | Hallenstadion                    | Purity           |
| 26. září        | Casalecchio di Reno | Itálie         | PalaMalaguti                     | Purity           |
| 27. září        | Assago              | Itálie         | Forum di Assago                  | Purity           |
| 29. září        | Londýn              | Velká Británie | Wembley Arena                    | Purity           |
| 30. září        | Londýn              | Velká Británie | Wembley Arena                    | Purity           |
| 2. října        | Manchester          | Velká Británie | Manchester Evening News Arena    | Purity           |
| 3. října        | Birmingham          | Velká Británie | NEC Arena                        | Purity           |
| 5. října        | Kolín nad Rýnem     | Německo        | Kölnarena                        | Purity           |
| 6. října        | Kolín nad Rýnem     | Německo        | Kölnarena                        | Purity           |
| 7. října        | Paříž               | Francie        | Palais Omnisports de Paris-Bercy | Purity           |
| 9. října        | Hannover            | Německo        | Messehalle Hannover              | Purity           |
| 10. října       | Lipsko              | Německo        | Leipziger Messehalle             | Purity           |
| 11. října       | Frankfurt           | Německo        | Festhalle Frankfurt              | Purity           |
| 13. října       | Mnichov             | Německo        | Olympiahalle                     | Purity           |
| 15. října       | Zaragoza            | Španělsko      | Pabellón Príncipe Felipe         | Purity           |
| 16. října       | Barcelona           | Španělsko      | Palau Sant Jordi                 | Purity           |
| 17. října       | San Sebastián       | Španělsko      | Velódromo de Anoeta              | Purity           |
| Severní Amerika |                     |                |                                  |                  |
| 27. října       | Worcester           | USA            | Worcester Centrum                | Stabing Westward |
| 28. října       | New York City       | USA            | Madison Square Garden            | Stabing Westward |
| 29. října       | New York City       | USA            | Madison Square Garden            | Stabing Westward |
| 1. listopadu    | Filadelfie          | USA            | First Union Spectrum             | Stabing Westward |
| 5. listopadu    | Toronto             | Kanada         | SkyDome                          | Stabing Westward |
| 6. listopadu    | Montréal            | Kanada         | Centre Molson                    | Stabing Westward |
| 8. listopadu    | Cleveland           | USA            | Gund Arena                       | Stabing Westward |
| 9. listopadu    | Auburn Hills        | USA            | The Palace of Auburn Hills       | Stabing Westward |
| 11. listopadu   | Fairfax             | USA            | Patriot Center                   | Stabing Westward |
| 13. listopadu   | Orlando             | USA            | Orlando Arena                    | Stabing Westward |
| 14. listopadu   | Miami               | USA            | Miami Arena                      | Stabing Westward |
| 15. listopadu   | Tampa               | USA            | Ice Palace                       | Stabing Westward |
| 18. listopadu   | Houston             | USA            | Compaq Center                    | Stabing Westward |
| 19. listopadu   | Dallas              | USA            | Reunion Arena                    | Stabing Westward |
| 20. listopadu   | San Antonio         | USA            | Alamodome                        | Stabing Westward |
| 22. listopadu   | New Orleans         | USA            | Lakefront Arena                  | Stabing Westward |
| 24. listopadu   | Rosemont            | USA            | Rosemont Horizon                 | Stabing Westward |
| 25. listopadu   | Rosemont            | USA            | Rosemont Horizon                 | Stabing Westward |
| 29. listopadu   | Denver              | USA            | McNichols Sports Arena           | Stabing Westward |
| 1. prosince     | Salt Lake City      | USA            | Delta Center                     | Stabing Westward |
| 2. prosince     | Nampa               | USA            | Idaho Center Arena               | Stabing Westward |
| 4. prosince     | Vancouver           | Kanada         | Pacific Coliseum                 | Stabing Westward |
| 6. prosince     | Portland            | USA            | Rose Garden Arena                | Stabing Westward |
| 7. prosince     | Seattle             | USA            | KeyArena                         | Stabing Westward |
| 9. prosince     | Sacramento          | USA            | ARCO Arena                       | Stabing Westward |
| 11. prosince    | Oakland             | USA            | The Arena in Oakland             | Stabing Westward |
| 12. prosince    | Los Angeles         | USA            | Shrine Auditorium                | Stabing Westward |
| 14. prosince    | Phoenix             | USA            | America West Arena               | Stabing Westward |
| 15. prosince    | San Diego           | USA            | Cox Arena at Aztec Bowl          | Stabing Westward |
| 18. prosince    | Inglewood           | USA            | Great Western Forum              | Stabing Westward |
| 19. prosince    | Inglewood           | USA            | Great Western Forum              | Stabing Westward |
| 20. prosince    | Anaheim             | USA            | Arrowhead Pond of Anaheim        | Stabing Westward |
| 22. prosince    | Anaheim             | USA            | Arrowhead Pond of Anaheim        | Stabing Westward |

## Hudebníci

### Depeche Mode
- Dave Gahan – zpěv
- Martin Gore – kytara, syntezátory, vokály, hlavní a doprovodný zpěv
- Andrew Fletcher – syntezátory

### Hostující hudebníci
- Peter Gordeno – syntezátory, doprovodný zpěv
- Christian Eigner – bicí
- Jordan Bailey – doprovodný zpěv
- Janet Cooke – doprovodný zpěv